# Castralvo
Castralvo es una localidad de la provincia de Teruel, en Aragón, España. Actualmente forma parte del municipio de Teruel.

## Historia
El municipio de Castralvo desapareció en 1971, al ser incorporado junto con los de Campillo, Aldehuela y Valdecebro al término municipal de Teruel.

## Demografía
| Gráfica de evolución demográfica de Castralvo entre 1842 y 1970 |
| |
| Población de derecho según los censos de población del INE Población de hecho según los censos de población del INEEn este censo se denominaba Castralbo: 1842 Entre el censo de 1981 y el anterior, este municipio desaparece porque se integra en el municipio 44216 (Teruel) |